# Паледи (Новгородская область)
Паледи — деревня в Хвойнинском муниципальном районе Новгородской области, относится к Минецкому сельскому поселению.
В деревне на 1 января 2009 года было одно хозяйство и постоянно проживал 1 человек. Площадь земель деревни — 12,2 га.
Паледи находятся на высоте 150 м над уровнем моря, к юго-западу от административного центра сельского поселения — села Минцы.

## Население
| 2009 | 2010 |
| ---- | ---- |
| 1    | ↘0   |

## История
В Боровичском уезде Новгородской губернии Паледи относились к Минецкой волости (Минецко-Старско-Горской волости). В 1785 году в деревне числилось 16 душ (Ивана Сергеева сына Путилова, Лаврентия Исакова сына Артемья Маркова сына Пустошкиных Семёна девицы Варвары Филиповых детей Мавриных, 2 двора и усадьба) — 8 мужчин и 9 женщин. На 1896—1897 гг. в Паледях был 31 двор, проживали 100 мужчин и 84 женщины, а также было 13 детей школьного возраста — 7 мальчиков и 6 девочек. В 1910 году здесь было 37 дворов, проживали 235 жителей: 116 мужчин и 119 женщин, работал хлебо-запасный магазин.
К 1924 году Паледи в составе Погорельского сельсовета в Минецкой волости. 1 августа 1927 года постановлением ВЦИК Боровичский уезд вошёл в состав новообразованного Боровичского округа Ленинградской области, Погорельский сельсовет вошёл в состав новообразованного Минецкого района этого округа. Население деревни Паледи по переписи 1926 года — 217 человек. В ноябре 1928 Погорельский сельсовет был упразднён, а Погорелка вошла в состав Минецкого сельсовета. Постановлением ЦИК и СНК СССР от 23 июля 1930 года Боровичский округ был упразднён, район стал подчинён Леноблисполкому. 20 сентября 1931 года Минецкий район был переименован в Хвойнинский, а центр района из села Минцы перенесён на станцию Хвойная. Население деревни Паледи в 1940 году — 170 человек. Указом Президиума Верховного Совета СССР от 5 июля 1944 года Хвойнинский район вошёл во вновь образованную Новгородскую область.
Во время неудавшейся всесоюзной реформы по делению на сельские и промышленные районы и парторганизации, в соответствии с решениями ноябрьского (1962 года) пленума ЦК КПСС «о перестройке партийного руководства народным хозяйством», с 10 декабря 1962 года Решением Новгородского облисполкома № 764, Хвойнинский район был упразднён, Паледи и Минецкий сельсовет вошли в крупный Пестовский сельский район, а 1 февраля 1963 года Президиум Верховного Совета РСФСР своим Указом утвердил Решение Новгородского облисполкома. Пленум ЦК КПСС, состоявшийся 16 ноября 1964 года, восстановил прежний принцип партийного руководства народным хозяйством, после чего Указом Верховного Совета РСФСР от 12 января 1965  года и сельсовет и деревня во вновь восстановленном Хвойнинском районе.
С принятием закона от 6 июля 1991 года «О местном самоуправлении в РСФСР» была образована Администрация Минецкого сельсовета (Минецкая сельская администрация), затем Указом Президента РФ № 1617 от 9 октября 1993 года «О реформе представительных органов власти и органов местного самоуправления в Российской Федерации» деятельность Минецкого сельского Совета была досрочно прекращена, а его полномочия переданы Администрации Минецкого сельсовета. По результатам муниципальной реформы, с 2005 года деревня Паледи входит в состав муниципального образования — Минецкое сельское поселение Хвойнинского муниципального района (местное самоуправление), по административно-территориальному устройству подчинена администрации Минецкого сельского поселения Хвойнинского района.